# سوسانتیکا جایاسینگ
سوسانتیکا جایاسینگ (انگلیسی: Susanthika Jayasinghe؛ زادهٔ ۱۷ دسامبر ۱۹۷۵) دونده، و ورزشکار دو و میدانی اهل سری‌لانکا است. وی در بازی‌های المپیک تابستانی ۲۰۰۰ در سیدنی در رشته دو ۲۰۰ متر موفق به کسب نشان نقره شد. همچنین جایاسینگ در  در رشته دو ۲۰۰ متر در ۱۹۹۷ آتن آتن موفق به کسب نشان نقره و در ۲۰۰۷ اوساکا اوساکا موفق به کسب نشان برنز شده است